# Natal'ja Molčanova
Natal'ja Vadimovna Molčanova, meglio nota come Natalia Molchanova (in russo Ната́лья Вади́мовна Молча́нова?; Ufa, 8 maggio 1962 – Formentera, 2 agosto 2015), è stata un'apneista russa.
Campionessa mondiale di immersione in apnea, è la madre dell'attuale detentore del record in assetto costante Alexey Molchanov. Detiene il titolo mondiale per 6 delle categorie riconosciute dalla AIDA International ed è stata presidente della Federazione Russa di apnea.

## Carriera
Natal'ja è stata l'apneista di maggior successo della storia, con un totale di 34 record mondiali. Ha conseguito 14 medaglie d'oro individuali e due medaglie d'oro a squadre.
Nel 2007 ai Campionati del Mondo di apnea a Maribor (Slovenia), ha vinto la medaglia d'oro nella disciplina statica.
Il 25 settembre 2009 è diventata la prima donna a raggiungere i 100 metri in assetto costante. Natalia è anche l'unica donna che ha effettuato un'immersione in assetto costante attraverso il Blue Hole a Dahab, in Egitto. Nel 2009 è divenuta la prima apneista al mondo (sia femminile che maschile) ad aver conseguito tre risultati in tre diverse categorie (profondità, lunghezza e tempo) con oltre 100 punti ciascuno, secondo i sistemi internazionali di punteggio riconosciuti dalla AIDA International. Sempre nel 2009 Natalia ha conseguito cinque nuovi record mondiali, ottenendo tutte e cinque le medaglie d'oro a livello individuale dei Campionati del Mondo.
È morta durante un'immersione non competitiva al largo delle coste di Formentera, ed il suo corpo non è stato ritrovato.

## Record mondiali ufficiali
| Apnea | Record       | Data              | Luogo                    |
| ----- | ------------ | ----------------- | ------------------------ |
| FIM   | 91 m         | 21 Sep 2013       | Calamata (Grecia)        |
| CNF   | 69 m         | 16 Sep 2013       | Calamata (Grecia)        |
| STA   | 9 min 2 sec  | 28 Jun 2013       | Belgrado (Serbia)        |
| DYN   | 234 m        | 28 Jun 2013       | Belgrado (Serbia)        |
| DNF   | 182 m        | 27 Jun 2013       | Belgrado (Serbia)        |
| CNF   | 68 m         | 25 April 2013     | Dahab (Egitto)           |
| VWT   | 127 m        | 6 giugno 2012     | Sharm el-Sheikh (Egitto) |
| CNF   | 66 m         | 8 maggio 2012     | Dahab (Egitto)           |
| FIM   | 88 m         | 24 settembre 2011 | Calamata (Grecia)        |
| CWT   | 101 m        | 22 settembre 2011 | Calamata (Grecia)        |
| CWT   | 100 m        | 16 aprile 2011    | Blue Hole (Bahamas)      |
| VWT   | 125 m        | 16 giugno 2010    | Calamata (Grecia)        |
| DYN   | 225 m        | 25 aprile 2010    | Mosca (Russia)           |
| CNF   | 62 m         | 3 dicembre 2009   | Blue Hole (Bahamas)      |
| FIM   | 90 m*        | 27 settembre 2009 | Sharm el-Sheikh (Egitto) |
| CWT   | 101 m*       | 25 settembre 2009 | Sharm el-Sheikh (Egitto) |
| STA   | 8 min 23 sec | 21 agosto 2009    | Aarhus (Danimarca)       |
| DNF   | 160 m        | 20 agosto 2009    | Aarhus (Danimarca)       |
| DYN   | 214 m        | 5 ottobre 2008    | Lignano (Italia)         |
| FIM   | 85 m         | 27 luglio 2008    | Creta (Grecia)           |
| CWT   | 95 m         | 25 luglio 2008    | Creta (Grecia)           |
| CNF   | 60 m         | 12 giugno 2008    | Dahab (Egitto)           |
| FIM   | 82 m         | 10 giugno 2008    | Dahab (Egitto)           |
| DNF   | 149 m        | 7 luglio 2007     | Maribor (Slovenia))      |
| STA   | 8 min        | 6 luglio 2007     | Maribor (Slovenia)       |
| DYN   | 205 m        | 5 luglio 2007     | Maribor (Slovenia)       |
| FIM   | 80 m         | 3 giugno 2006     | Dahab (Egitto)           |
| DYN   | 200 m        | 23 aprile 2006    | Mosca (Russia)           |
| STA   | 7 min 30 sec | 22 aprile 2006    | Mosca (Russia)           |
| DNF   | 131 m        | 20 dicembre 2005  | Tokyo (Giappone)         |
| CNF   | 55 m         | 7 novembre 2005   | Dahab (Egitto)           |
| FIM   | 78 m         | 5 novembre 2005   | Dahab (Egitto)           |
| CWT   | 86 m         | 3 settembre 2005  | Villefranche (Francia)   |
| DNF   | 124 m        | 25 agosto 2005    | Renens (Svizzera)        |
| STA   | 7 min 16 sec | 25 agosto 2005    | Renens (Svizzera)        |
| DYN   | 178 m        | 25 agosto 2005    | Renens (Svizzera)        |
| DYN   | 172 m        | 24 aprile 2005    | Mosca (Russia)           |
| DNF   | 108 m        | 23 aprile 2005    | Mosca (Russia)           |
| DYN   | 155 m        | 25 aprile 2004    | Mosca (Russia)           |
| DYN   | 150 m        | 2 maggio 2003     | Limassol (Cipro)         |

- I due record del 2009, di 101 m e 90 m, sono stati abrogati dalla AIDA International 8 mesi dopo il conseguimento a causa dell'introduzione di una nuova regola applicata retroattivamente.